# Ilūkste
Ilūkste alemany: Uexküll és un poble del municipi homònim, del qual és el centre administratiu, a Letònia.

## Història
La primera referència històrica d'Ilūkste data de 1559, esmentant-la com a part dels terrenys del Comte Kasper Sieberg.
El 1795 gràcies a la seva localització estratègica a la cruïlla entre Lituània, Belarús i Daugavpils. Ilūkste es va convertir en una important ciutat comercial i centre regional, amb 50 esglésies, 15 escoles i 150 tavernes. Durant la Primera Guerra Mundial la ciutat es trobava en primera línia de combat i al terme de la guerra, havia estat devastada. El 1917 va rebre els drets de ciutat.
Després de l'establiment de la República de Letònia l'any 1927, va ser construïda l'actual Escola Secundària Ilūkste, assistint a la inauguració l'aleshores Ministre d'Educació Jānis Pliekšāns. En honor seu en l'escola el 1990 es va erigir un monument.